# Ulrich Krüger (Politiker, 1942)

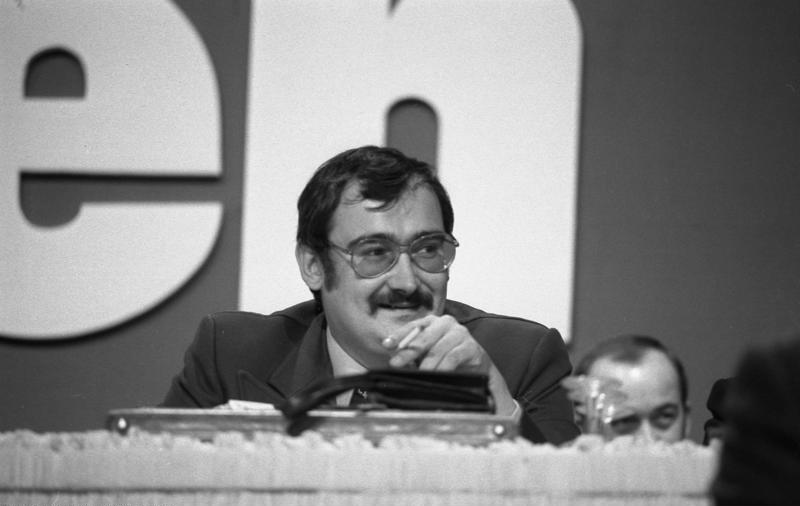
Ulrich Krüger, 1975

Ulrich Hermann Krüger-Limberger (* 18. Januar 1942 in Münster; † 6. März 2016) war ein deutscher Architekt und Politiker.

## Leben
Nach einer Ausbildung zum Bauzeichner von 1957 bis 1960 arbeitete er mehrere Jahre in Architekturbüros, bevor er sich 1965 in Friedrichsdorf selbständig machte.
Krüger schloss sich 1958 den Jungdemokraten und 1960 der Freien Demokratischen Partei an. 1969 wurde er Mitglied im Landesvorstand der hessischen FDP und zog 1970 über die Landesliste der Partei in den hessischen Landtag ein, dem er bis 1978 – zuletzt als Vorsitzender des Wirtschaftsausschusses – angehörte. In der 7. Legislaturperiode (1970–1974) leitete er eine interdisziplinäre und interfraktionelle Arbeitsgruppe des Landtags, die das erste Hessische Denkmalschutzgesetz vorbereitete.
Krüger trat nach dem Bruch der sozialliberalen Koalition 1982 aus der FDP aus und wurde erster Vorsitzender der neu gegründeten Liberalen Demokraten (LD). Die ersten Wahlen, an denen die LD teilnahmen, waren die Hessischen Landtagswahlen 1983, bei denen Krüger auf Platz zwei der Landesliste und im Wahlkreis Wiesbaden I kandidierte. Das Wahlergebnis war ernüchternd: Die LD erhielten knapp 0,4 % der Wählerstimmen. Nach Ablauf seiner einjährigen Amtszeit kandidierte Krüger nicht mehr zum Bundesvorsitzenden und zog sich weitgehend aus der Parteipolitik zurück. Nach seinem Austritt bei den LD wurde er 1985 Mitglied der SPD. 
1987 heiratete Krüger die Diplom-Volkswirtin Ulla Limberger, deren Namen er als Familiennamen annahm; seitdem hieß er Ulrich Krüger-Limberger. Nach der Scheidung war Krüger-Limberger mit Gabriele Milato verheiratet und lebte seit 2007 in Niedernhausen nordöstlich von Wiesbaden. Seinen Doppelnamen legte er nicht ab, da er den Namen seiner drei Kinder behalten wollte.
Krüger-Limberger gehörte dem Beirat der Bürgerrechtsorganisation Humanistische Union an und war von 1995 bis 2005 Vorsitzender des „Forums für Völkerverständigung Lich e. V.“, einer Organisation, die sich vorrangig mit der Betreuung von Menschen mit Migrationshintergrund beschäftigt und in der Krüger-Limberger von Abschiebung bedrohte Asylbewerber betreute. Er war außerdem zeitweilig Mitglied im Kuratorium der Wolf-Erich-Kellner-Gedächtnisstiftung.